# Подмаренник северный
Подмаре́нник се́верный, или Подмаренник бореа́льный (лат. Galium boreale) — многолетнее травянистое растение семейства Мареновые, вид рода Подмаренник.
Народное название растения — «медовая трава». Иногда встречаются названия — «дыхание младенца», «гусиная трава», «дамская соломенная кровать».

## Ботаническое описание
Стебли прямостоячие, крепкие и лишь при основании восходящие, простые или ветвистые, обыкновенно гладкие, редко жёстко-волосистые, высотой до 80 см.
Листья в мутовках по четыре, трёхжильные, узколанцетные.
Соцветие метельчатое. Венчик белый, четырёхраздельный, с приятным медовым запахом. Имеет пять вариаций за счёт листьев и шипковидных волосков.

## Распространение и экология
Растёт по лесным, реже степным лугам, разреженным смешанным и берёзовым лесам, берегам рек, по луговым склонам гор, иногда поднимается до пределов лесного пояса.

## Химический состав
Корневища содержат стероидные сапонины, дубильные вещества, кумарины, флавоноиды, антрахиноны. В надземной части — эфирное масло, гликозиды сердечного действия, тритерпеноиды, иридоиды, дубильные вещества, антрахиноны, алкалоиды и витамин C.

## Хозяйственное значение и использование
Цветки и листья богаты сычужными ферментами, вызывающими скисание молока. Этим пользовались при изготовлении сыров в Голландии.
Летом поедается северным оленем (Rangifer tarandus). Отмечено поедание алтайским маралом (Cervus elaphus sibiricus).

### В медицине
Фармакологическими исследованиями установлено седативное действие препаратов подмаренника. Применяется при болезнях почек, печени, при водянке. Используется при лечении рака, скрофулёза, катаре желудочно-кишечного тракта.
В тибетской медицине корневища применяются при женских болезнях, а трава при болезнях печени.
В народной медицине подмаренник северный в Белоруссии применяется при болезнях сердца, а порошок из цветков как ранозаживляющее. В Коми-Пермяцком авт. округе отвар используют при женских болезнях, а настойка в сборах при водянке. В Якутии трава применяется как мочегонное средство.
В Западной Сибири и на Алтае настой корней употребляют при болезнях печени, при гастритах, малярии, при геморрое, при одышке, светобоязни, в послеродовом периоде — при аменорее, эклампсии; при язве, экземе, золотухе, а также для лечения злокачественных опухолей. Отвар семян принимают при дизентерии.

## Классификация

### Таксономия
- Galium boreale L., 1753, Sp. Pl. : 108

Вид Подмаренник северный включается в род Подмаренник (Galium) семейства Мареновые (Rubiaceae) порядка Горечавкоцветные (Gentianales), последовательно входящего в более крупные клады Ламииды → Астериды → Суперастериды → Эвдикоты → Цветковые растения. Таксономическая схема в соответствии с Системой APG IV по состоянию на июнь 2024 года:
|  |                          |  |                                   |                                   |                     |  | еще 4 семейства | еще 4 семейства |                          |  |  |  | еще 671 подтвержденный вид и 66 видов, ожидающих подтверждения |
|  |                          |  |                                   |                                   |                     |  | еще 4 семейства | еще 4 семейства |                          |  |  |  | еще 671 подтвержденный вид и 66 видов, ожидающих подтверждения |
|  |                          |  |                                   | порядок Горечавкоцветные          |                     |  |                 |                 | род Подмаренник          |  |  |  |                                                                |
|  |                          |  |                                   | порядок Горечавкоцветные          |                     |  |                 |                 | род Подмаренник          |  |  |  |                                                                |
|  | клада Цветковые растения |  |                                   |                                   | семейство Мареновые |  |                 |                 | вид Подмаренник северный |  |  |  |                                                                |
|  | клада Цветковые растения |  |                                   |                                   | семейство Мареновые |  |                 |                 |                          |  |  |  |                                                                |
|  |                          |  | ещё 63 порядка цветковых растений | ещё 63 порядка цветковых растений |                     |  |                 | еще 611 родов   | еще 611 родов            |  |  |  |                                                                |
|  |                          |  |                                   | ещё 63 порядка цветковых растений |                     |  |                 |                 | еще 611 родов            |  |  |  |                                                                |